# Sinagoga din Belgrad

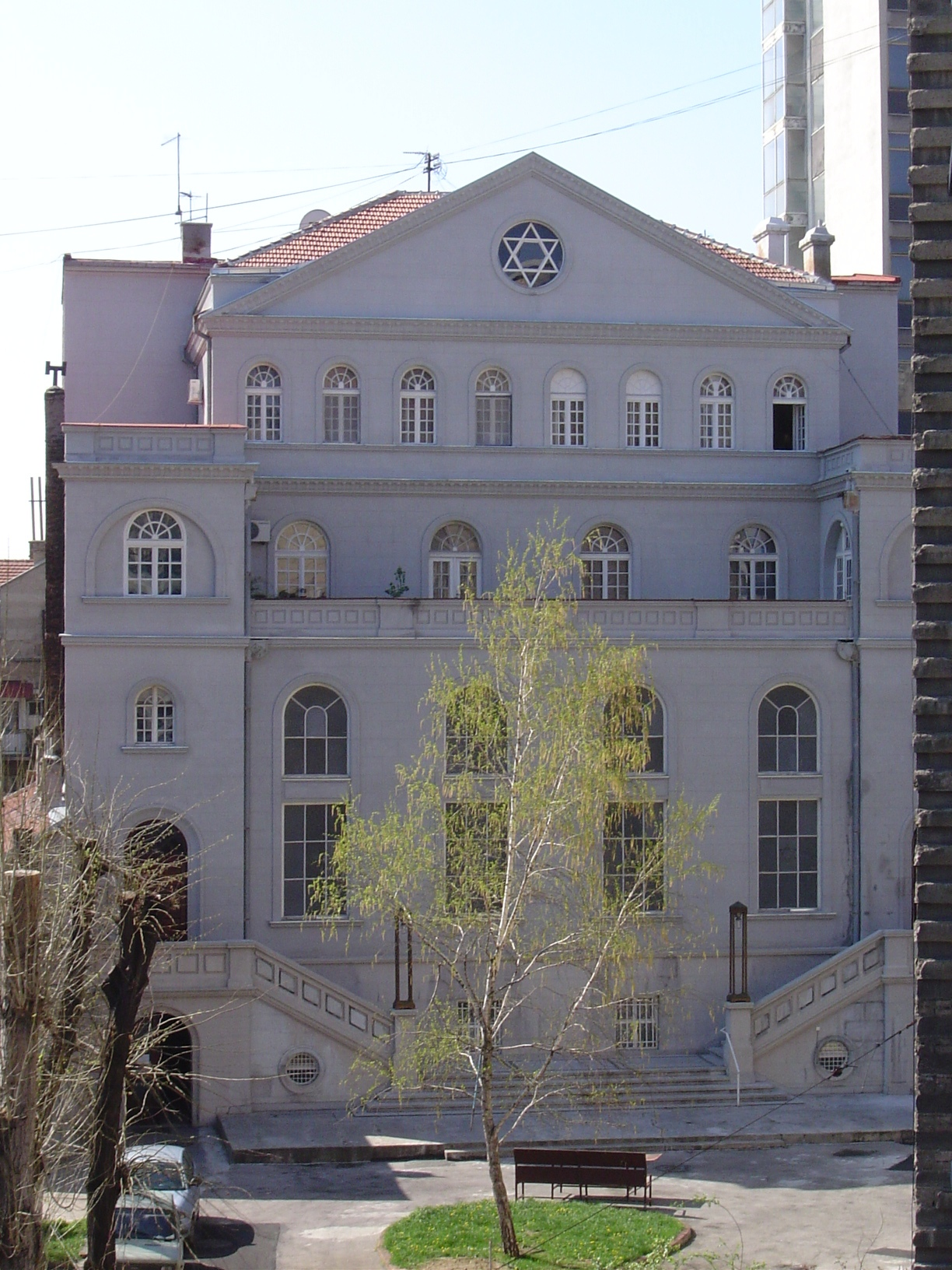
Sinagoga din Belgrad.

Sinagoga din Belgrad (în sârbă Београдска синагога, Beogradska sinagoga) este un lăcaș de cult evreiesc din Belgrad, Serbia. Ea a fost construită între anii 1924-1925. Ea a fost fondată în 1925.